# Raids de surface de la marine soviétique sur l'ouest de la mer Noire
Front de l'Est (Seconde Guerre mondiale)
Batailles
- Constanța
- 26 juin 1941
- 9 juillet 1941
- München
- Odessa
- Crimée (1941)
- 6 décembre 1941
- Jibrieni
- Cap Burnas
- Kertch-Eltigen
- Crimée (1944)

- Raids soviétiques de surface
- Opérations navales roumaines

Campagnes sous-marines
- 1941
- 1942
- 1943
- 1944

La flotte soviétique de la mer Noire pendant les premières années des campagnes de la mer Noire (1941-1944) a mené des opérations de raid le long de la côte ouest de la mer Noire visant à perturber les communications et les approvisionnements de l'Axe par voie maritime.

## Contexte
Au début du conflit, la marine soviétique possédait une supériorité décisive en termes de nombre et de capacités des navires de guerre sur la marine militaire roumaine, alors que la marine allemande n'avait pas encore déployé d'importants moyens. Cependant, seules quelques opérations de surface ont été menées, sans bataille navale décisive. Les efforts de la marine soviétique furent rapidement drainés vers le siège d'Odessa (8 août-16 octobre 1941) et le siège de Sébastopol (1941-1942), tandis que seuls les sous-marins maintinrent des campagnes constantes (quoique coûteuses) la première et la deuxième année de guerre navale.

## Engagements en 1941

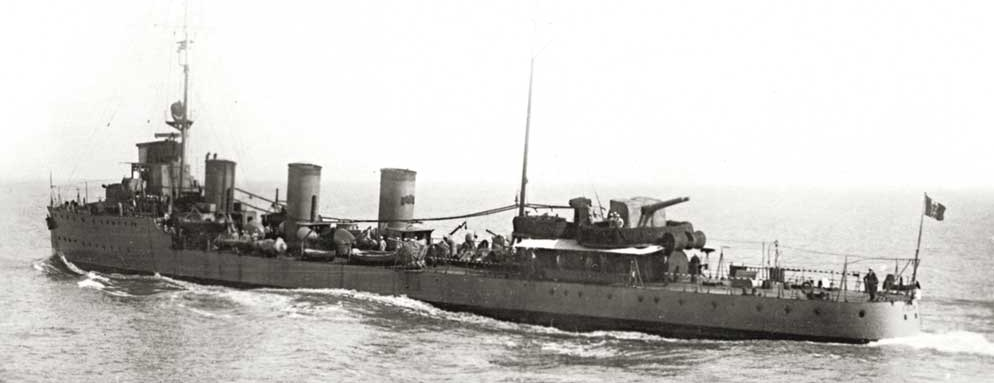
Croiseur roumainMărăști

Le premier et le plus important engagement de surface eut lieu le 26 juin 1941, lorsqu'une escadre soviétique attaqua Constanța . Ce raid soviétique a impliqué le seul engagement de taille d'un destroyer en mer Noire pendant la guerre lorsque les destroyers roumains NMS Mărăști et NMS Regina Maria ont brièvement engagé les destroyers Moskva et Leningrad (tous deux de classe Leningrad). Les deux unités soviétiques ont subi des dégâts légers pendant l'engagement et Moskva a coulé sur un champ de mines défensif. À l'issue de l'action, tout en conservant la supériorité navale en mer Noire, les navires de surface de la marine soviétique se sont davantage concentrés sur les opérations amphibies et le soutien au sol au cours du siège d'Odessa .

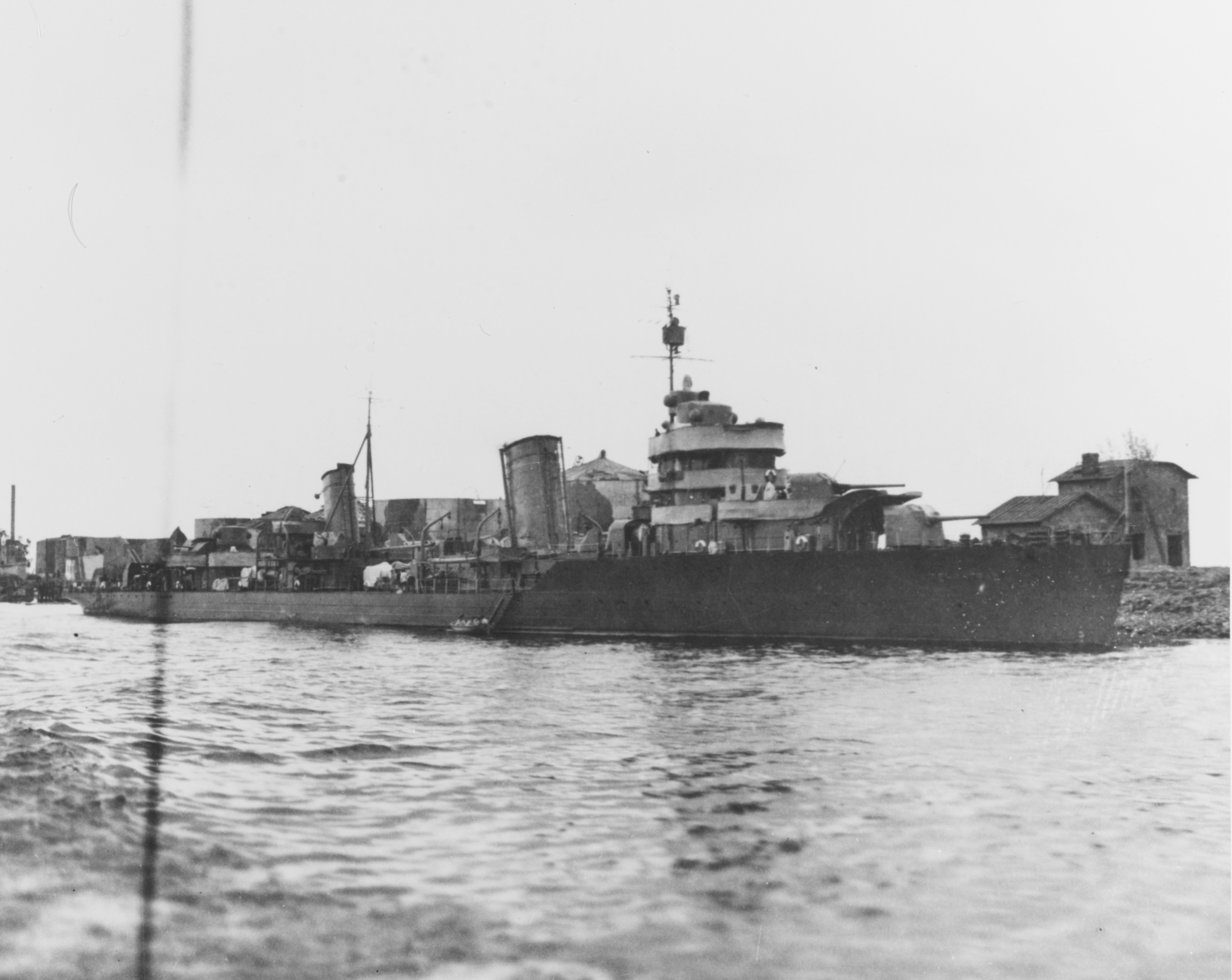
Destroyer de classe Leningrad

Les navires de guerre soviétiques, sans tenter d'autres raids contre la navigation de l'Axe en 1941, ont posé des mines sur les lignes maritimes de la mer Noire occidentale : un champ de mines posé par les dragueurs de mines Tszcz-404 Shchit et Tszcz-408 Yakor (tous deux de classe Fugas (en)) a causé la perte, entre 24 et 25 octobre, du mouilleur de mines allemand Theresia Wallner et des petits dragueurs de mines Drossel et Brusterort. Les mines posées par les destroyers soviétiques Smyshlyonyy (en) et Bodryy ont coulé le navire marchand hongrois Ungvár (en) le 9 novembre : lorsque les torpilleurs roumains Viforul et Vijeliaa ont navigué pour tenter de sauver le navire, les deux ont été perdus soit à cause des mines, soit de l'explosion du marchand. Vers la fin de l'année, d'autres mines posées par les Soviétiques ont causé la perte du marchand roumain Cavarna et du marchand allemand Cordelia entre le 1er et le 2 décembre 1941. Les mines responsables de ces pertes étaient soit ceux des destroyers Smyshlyonyy et Bodryy, soit ceux posés par les canonnières Krasnaya Gruziya et Krasnyy Adzharistan .

## Engagements à la fin de 1942
À la fin de 1942, les navires de surface de la marine soviétique tentèrent une fois de plus d'attaquer les eaux roumaines pour la navigation de l'Axe, cette fois sans autres opérations de pose de mines. Trois raids principaux ont été tentés mais ont été entravés par des informations efficaces de l'Axe qui ont alerté la plupart des navires marchands de la région de la présence navale soviétique. 
Le 1er décembre 1942, le croiseur soviétique Voroshilov a bombardé l'Île des Serpents avec les destroyers Soobrazitelny (en) et Kharkov. Le croiseur a tiré 46 obus de 180 mm et 57 obus de 100 mm, qui ont frappé la station de radio, la caserne et le phare de l'île, mais n'ont pas causé de pertes importantes. Son bombardement a été interrompu par les mines roumaines, qui l'ont gravement endommagée. Cependant, il a réussi à retourner à Poti pour des réparations par ses propres moyens. 
Dans le même temps, les destroyers Boikyi et Bezposhchadnyi ont affirmé avoir intercepté et détruit un petit convoi avec des torpilles et des tirs d'artillerie, mais les découvertes d'après-guerre ont révélé qu'ils avaient en fait bombardé un groupe de roches couvertes de brouillard .

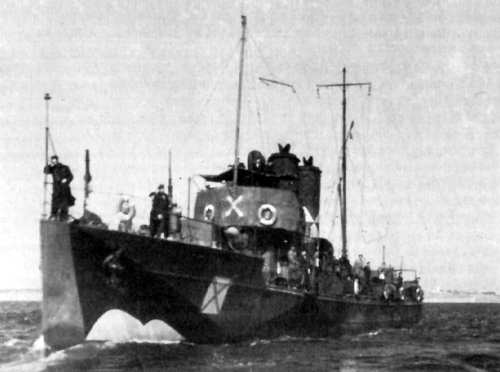
Torpilleur roumain NMS Smeul

Les 11 et 13 décembre, le torpilleur roumain NMS Smeul et quatre R-Boats allemands ont escorté les navires de transport Tzar Ferdinand et Oituz le long de la côte roumaine. Le matin du 13 décembre, le convoi a été attaqué par le destroyer Soobrazitelny et quatre dragueurs de mines de classe Fugas. L'échange de tirs a duré deux heures, jusqu'à ce que Smeul lance un écran de fumée qui a permis aux quatre R-Boats de simuler une attaque à la torpille, provoquant la retraite des navires de guerre soviétiques. Aucun des navires de l'Axe ou soviétiques n'a été endommagé. 
Le troisième et dernier raid soviétique a été tentée le 27 décembre : une fois de plus Soobrazitelny et Besposhchadny naviguaient avec le soutien de quatre dragueurs de mines de classe Fugas  pour intercepter les navires ennemis. Les forces de l'Axe ont pu intercepter les signaux radio navals soviétiques qui les alertaient sur les plans de la flotte soviétique et leur permettaient d'éviter toute perte permanente. Le navire marchand allemand Saône s'est temporairement échoué pendant qu'il se prendait vers le port, mais n'a pas été retrouvé par les raids aériens et a ensuite été récupéré.

## Résultat
Dans l'ensemble, les actions de surface soviétiques n'ont pas infligé de dommages importants aux lignes maritimes de l'Axe. Bien que les opérations de pose de mines aient infligé des pertes en 1941, elles ne se sont pas répétées l'année suivante et trois raids ultérieurs n'ont pas réussi à intercepter les navires de l'Axe. Mis à part les opérations sous-marines, en 1943, la marine soviétique se concentra entièrement sur l' Opération Kertch–Eltigen et d'autres missions de soutien au sol.

### Articles externes
- (ru) Flotte de la mer Noire
- (en) Romanian Armed Forces in the Second World War

Bibliographie :
- Donald A Bertke,Don Kindell,Gordon Smith, World War II Sea War, Vol 4: Germany Sends Russia to the Allies, 2012.
- Jipa Rotaru, Ioan Damaschin, Glorie și dramă: Marina Regală Română, 1940–1945, Ion Cristoiu Publishing, 2000.
- Nicolae Koslinski, Raymond Stănescu, Marina română in al doilea război mondial: 1942–1944, Făt-Frumos Publishing, 1996.
- Donald A Bertke, Gordon Smith, Don Kindell, World War II Sea War, Volume 8, Bertke Publications, 2015.